# Kryteria kopenhaskie
Kryteria kopenhaskie – zbiór kryteriów, które muszą spełnić nowo wstępujące do Unii Europejskiej państwa, by zostać przyjętymi. Kryteria te uchwaliła Rada Europejska na szczycie w Kopenhadze w czerwcu 1993 roku. Dzielą się na kryteria polityczne i ekonomiczne.
Kryteria polityczne:
- istnienie instytucji gwarantujących stabilną demokrację;
- rządy prawa;
- poszanowanie praw człowieka;
- poszanowanie praw mniejszości.

Kryteria ekonomiczne:
- istnienie gospodarki rynkowej gotowej sprostać konkurencji i wolnemu rynkowi;
- zdolność do przyjęcia acquis communautaire;
- zdolność sprostania unii politycznej, gospodarczej i walutowej.

Kryteria kopenhaskie znalazły swoje odbicie w traktacie amsterdamskim (art. 6(1) skonsolidowanego TUE oraz w konstytucji europejskiej (cz. 1 art. 2 - Wartości Unii, art. 9 - Prawa podstawowe i tytuł VI - Demokratyczne życie Unii oraz w Karcie praw podstawowych).
Postępy każdego z krajów w wykonywaniu kryteriów kopenhaskich były corocznie (pod koniec każdego roku) oceniane przez Komisję Europejską i podawane w okresowym raporcie.